# Ancha
Ancha (Theta d'Aquari / θ Aquarii) és una estrella de la constel·lació d'Aquari. Pertany a la classe espectral K0 i és de la magnitud +4,17. Ancha està a 191 anys llum de la Terra. A causa del fet que està a prop de l'eclíptica pot ser ocultada per la Lluna o més rarament pels planetes.